# Okres Myjava
Der Okres Myjava ist ein Verwaltungsgebiet im Nordwesten der Slowakei mit 26.669 Einwohnern (2017) und einer Fläche von 326 km².
Er liegt im Miawaer Hügelland (Myjavská pahorkatina) und grenzt im Norden an Tschechien, im Osten an den Bezirk Nové Mesto nad Váhom, im Süden an die Bezirke Piešťany und Trnava im Trnavský kraj sowie im Westen an im gleichen Landschaftsverband liegenden Bezirke Senica und Skalica.
Historisch gesehen liegt er im ehemaligen Komitat Neutra (siehe auch Liste der historischen Komitate Ungarns).

## Bevölkerung
| Jahr                | 1994   | 2004    | 2014    | 2024    |
| ------------------- | ------ | ------- | ------- | ------- |
| Anzahl der Personen | 30.018 | 28.527  | 27.083  | 24.809  |
| Unterschied         |        | −4,96 % | −5,06 % | −8,39 % |

| Jahr                | 2023   | 2024    |
| ------------------- | ------ | ------- |
| Anzahl der Personen | 25.013 | 24.809  |
| Unterschied         |        | −0,81 % |

## Städte
- Brezová pod Bradlom (Birkenhain)
- Myjava (Miawa)

## Gemeinden
| - Brestovec - Bukovec (Bukowetz) - Hrašné - Chvojnica - Jablonka | - Kostolné - Košariská - Krajné - Podkylava - Polianka | - Poriadie - Priepasné - Rudník - Stará Myjava (Altmiawa) - Vrbovce |

Das Bezirksamt ist in Nové Mesto nad Váhom, eine Zweigstelle in Myjava.

## Kultur
In dem Artikel Denkmalgeschützte Objekte im Okres Myjava findet man Informationen über die vom slowakischen Denkmalamt geschützten Objekte im Okres.